# Debora Vaarandi
Debora Vaarandi (leánykori neve: Debora Trull, Võru, 1916. október 1. – Tallinn, 2007. április 28.) észt költő, író, műfordító.

## Élete
Võruban született postai tisztviselő (Julianus Trull) lányaként, gyermekkorát szegény körülmények között töltötte. A tallinni Dunkri utcában és Saaremaa szigetén nőtt fel, Kuressaarében végezte el a középiskolát, majd a Tartui Egyetem bölcsészettudományi karán folytatta tanulmányait, ahol irodalmat és nyelveket tanult. 1936-ban jelent meg első verse. 1940-ben Észtország szovjet megszállása után csatlakozott az Észt Kommunista Párthoz. A Sarló és Kalapács (Sirp ja Vasar) helyettes szerkesztője, majd főszerkesztője. Hazája német megszállása miatt Moszkvába, majd Leningrádba menekült. Első költeményei 1943-ban jelentek meg. 1944-ben visszatért Észtországba. A háború utáni első évben a költő megbetegedett, tuberkulózisban szenvedett, a kórházban írta a verseit. Az első versgyűjteménye, Põleva laotuse all (1945) a háború tragédiáját tükrözte, és jelezte a szerző erőteljes költészetét.

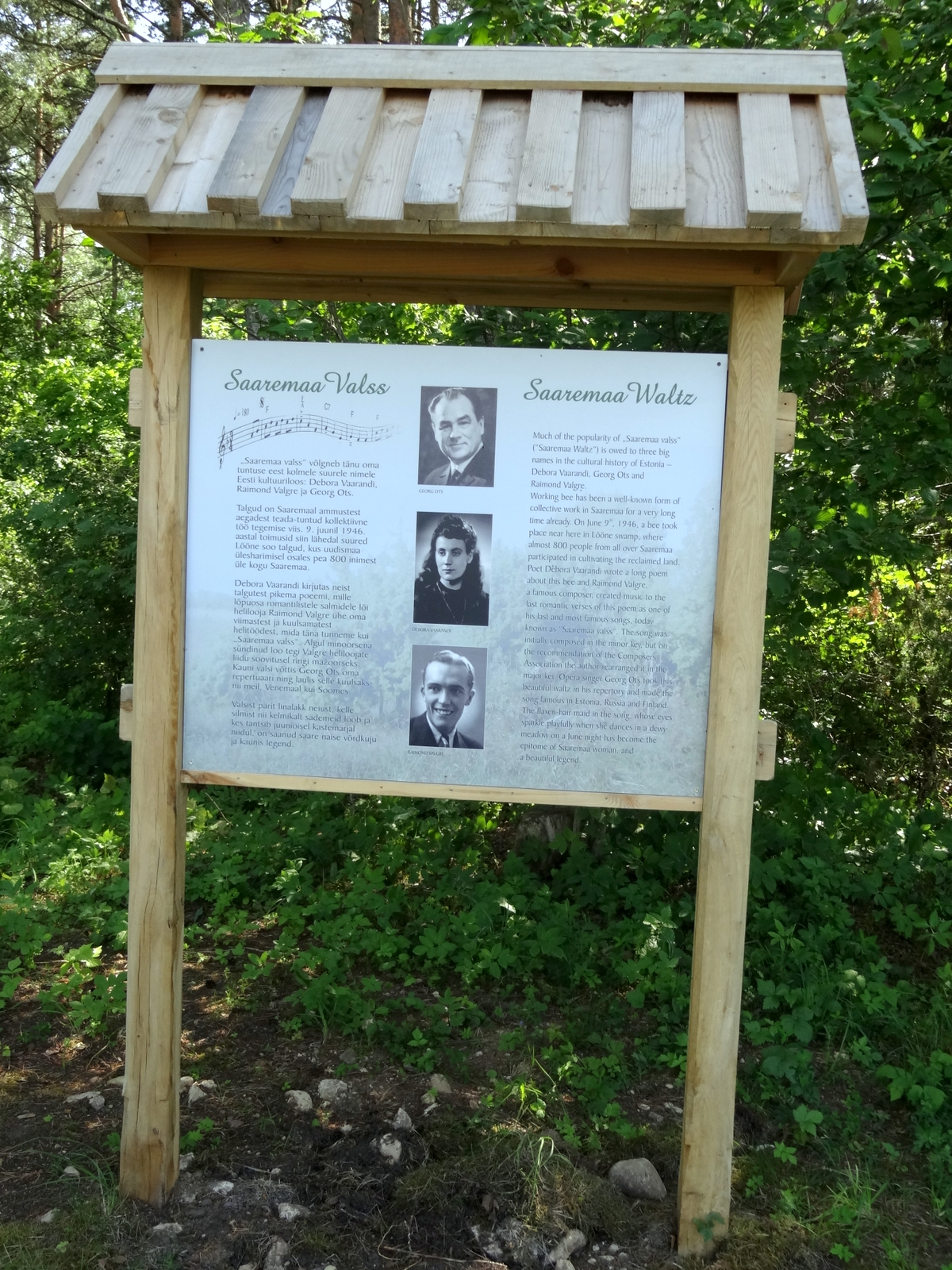
Információs tábla a Saaremaa-keringőről

1946-tól szabadúszó íróként dolgozott, az ebben az időszakban született műveit szocialista realista stílusban írta. A versek témája a háború utáni újrakezdés, az újjáépítés és a mezőgazdaság kollektivizálása volt. Későbbi munkájában elfordult a politikai kérdésektől, a természet szépségeire és az élet örömeire koncentrált.
1946-ban megírta a Talgud Lööne soos című versét, amelynek a befejező része Saaremaa keringő (Saaremaa valss) néven ismert. Raimond Valgre zenésített meg, és a dal Észtország egyik legnagyobb slágere lett.
A propagandista társadalmi költészettől való tudatos elfordulását az 1950-es években írt Egyszerű dolgok című verse is mutatta: „Egyszerű dolgokra mentem / egyszerű jóra támaszkodtam”.
Te vagy az egyetlen, aki az észt szavak segítségével feltárta a zord tengereket és a nehéz, felhős esti felhőket.
A tengerparti kenyér (1965) és a Fehér szél (1977) gyűjteménye a folyamatos költői terjeszkedést, az ember és az univerzum összefogását fejezte ki. Számos német, finn és orosz költőt fordított észtre. Az ország egyik legismertebb és legnépszerűbb költőjévé vált. 1971-ben elnyerte a Észt Szovjet Szocialista Köztársaság népírója címet.

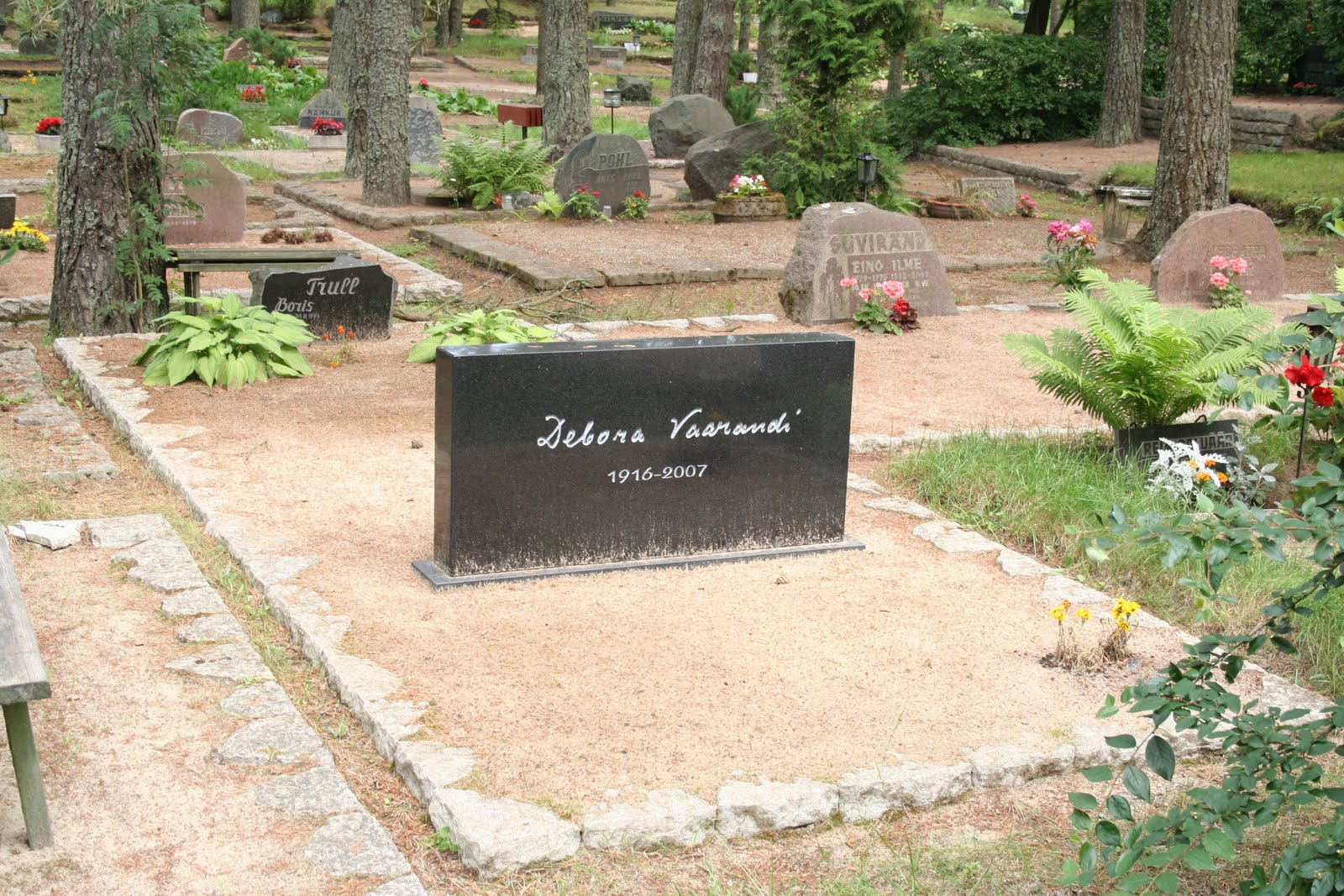
Deborah Vaarand sírja a Pärnamäe temetőben

Háromszor ment férjhez. Első férje (1937–1941) Aadu Hint tanár volt. 1939-ben a házaspár egyetlen gyermeke meghalt, a házasságuk válással végződött. Második férje, Antonie Vaarandi főszerkesztő, akinek a vezetéknevét felvette. Ez a házassága is válással végződött: 1945-ben. 1952-ben feleségül vette Juhan Smuul, aki szintén költő és író volt.
2007-ben halt meg, Tallinnban, a Pärnamäe temetőben temették el.

## Művei
| Cím (észtül)                  | A megjelenés éve | Cím (magyarul)          |
| ----------------------------- | ---------------- | ----------------------- |
| Põleva laotuse all            | 1945             | Az égő kiterjedés alatt |
| Kohav rand                    | 1948             | Szép strand             |
| Selgel hommikul               | 1950             | Tiszta reggel           |
| Unistaja aknal                | 1959             | Álmodozó az ablakban    |
| Rannalageda leib              | 1965             | A tengerparti kenyér    |
| Tuule valgel                  | 1977             | Fehér szél              |
| See kauge hääl                | 2000             | Az a távoli hang        |
| Aastad ja päevad (mälestused) | 2006             | Évek és napok (emlékek) |

### Műfordítóként
Termékeny műfordító volt. Ő fordította észt nyelvre – többek között – Bertolt Brecht, Alfred Adler, Alekszej Tolsztoj, Jurij Nagibin, Viktor Nyekraszov, Makszim Gorkij, Olga Berggolc, Anna Ahmatova, Eino Leino műveit.

### Magyarul
- Rab Zsuzsa (szerk.): Férjhez mennek az angyalok – Mai szovjet líra[10][11]
- Fehérvári Győző (szerk.): Észt költők – Huszadik századi észt líra[12] (Európa Könyvkiadó, Budapest, 1975)
- Székely Magda (szerk.): A gránát szíve – Antifasiszta lírai antológia – A szövőnő c. vers[13]  (Európa Könyvkiadó, Budapest, 1982)
- Tandori Dezső: Lombos ágak szívverése –  Versek madarakról és fákról – Műfordítások – A Galambok ablakodban és a Nyárfa, madárral c. vers[14] (Kozmosz Könyvek, 1983)
- Rab Zsuzsa (szerk.): Ma mondd! – Mai szovjet költők[15] (Európa Könyvkiadó, Budapest, 1984)
- Bay Endre (szerk.): Lesz-e holnapután… – Fél évszázad költői a háború ellen a békéről – Auschwitz c. vers[16] (Országos Béketanács, Budapest, 1984)

## Díjai, elismerései
- Az Észt Szovjet Szocialista Köztársaság tiszteletbeli írója (1957)
- Az Észt Szovjet Szocialista Köztársaság népi írója (1971)
- Juhan Smuul irodalmi díj (1973) (műfordításokért)
- Juhan Smuul irodalmi díj (1978) (a Tuule valgel kötetéért)
- Az Észt Nemzeti Kulturális Alapítvány életmű díja (1994)
- A Fehér Csillag érdemrend 3. osztálya (1998)
- Országos Életműdíj (2005)

## Érdekesség
- Modellként használták Lydia Koidulát ábrázoló festményeknél.[17]

## Emlékezete
- 2016-ban a tiszteletére a Laimjala-kastély előtti téren bronzszobrot állítottak.[18]

## Fordítás
- Ez a szócikk részben vagy egészben  a   Debora Vaarandi című észt Wikipédia-szócikk ezen változatának fordításán alapul.  Az eredeti cikk szerkesztőit annak laptörténete sorolja fel. Ez a jelzés csupán a megfogalmazás eredetét és a szerzői jogokat jelzi, nem szolgál a cikkben szereplő információk forrásmegjelöléseként.